# روبن ملیک
روبن ملیک (فرانسوی: Rouben Melik‎؛ ۱۴ نوامبر ۱۹۲۱ – ۲۱ مهٔ ۲۰۰۷) شاعر ارمنی‌تبار اهل فرانسه بود. وی عضو مقاومت فرانسه بود. وی در دانشگاه پاریس زیر نظر گاستون باشلار تحصیل نمود.

## زندگی‌نامه
در سال ۱۹۴۱ یک سال پس از انتشار "Variations of triptyches" وی به حزب کمونیست فرانسه پیوست جایی که در کنار گروه مانوشیان دوست پل الوار نیز شد و در آزادسازی پاریس شرکت نمود.

## جوایز
وی برندهٔ جوایزی همچون جایزه گیوم آپولینر (۱۹۴۸) شده‌است.